# Martinezidium galileoae
Martinezidium galileoae är en skalbaggsart som beskrevs av François Génier och Vaz-de-mello 2002. Martinezidium galileoae ingår i släktet Martinezidium och familjen bladhorningar. Inga underarter finns listade i Catalogue of Life.